# Семіха Берксой
Семіха Берксой (тур. Semiha Berksoy, 24 травня 1910, Константинополь, Османська імперія — 15 серпня 2004, Стамбул, Туреччина) — турецька оперна співачка і акторка театру й кіно. Вважається першою оперною співачкою Туреччини.

## Життєпис
Народилася в стамбульському кварталі Ченгелькьой. Її мати була художницею. Семіха навчалася в Стамбульській консерваторії.
Кар'єра Семіхи Берксой почалася з ролі Семіхи в першому турецькому звуковому фільмі «На вулицях Стамбула», знятому Мухсіном Ертугрулом 1931 року. Потім грала в оперетах у стамбульських театрах. 1934 року виконала першу турецьку оперу «Озсой». Того ж року вона дебютувала на міжнародній сцені, виступивши в Німеччині та Португалії. 1939 року Семіха Берксой виконала арію Аріадни з опери «Аріадна на Наксосі».
1972 року завершила кар'єру оперної співачки, але продовжила грати в театрі.
Померла 15 серпня 2004 року в Стамбулі від ускладнень після операції на серці. У Семіхи залишилася дочка Зеліха Берксой.
24 травня 2019 року, в день ста дев'яти років від дня народження Семіхи Берксой, компанія Google випустила дудл, присвячений їй.